# Leptogium juressianum
Leptogium juressianum är en lavart som beskrevs av Tav. Leptogium juressianum ingår i släktet Leptogium och familjen Collemataceae.   Inga underarter finns listade i Catalogue of Life.